# Shaw (Mississipi)
Shaw és una població dels Estats Units a l'estat de Mississipi. Segons el cens del 2000 tenia 2.312 habitants.

## Demografia
Segons el cens del 2000, Shaw tenia 2.312 habitants, 753 habitatges, i 573 famílies. La densitat de població era de 804,2 habitants per km².
Dels 753 habitatges en un 37,6% hi vivien nens de menys de 18 anys, en un 33,5% hi vivien parelles casades, en un 37,8% dones solteres, i en un 23,9% no eren unitats familiars. En el 21,4% dels habitatges hi vivien persones soles el 8,6% de les quals corresponia a persones de 65 anys o més que vivien soles. El nombre mitjà de persones vivint en cada habitatge era de 3,07 i el nombre mitjà de persones que vivien en cada família era de 3,58.
Per edats la població es repartia de la següent manera: un 33,9% tenia menys de 18 anys, un 11,7% entre 18 i 24, un 25,6% entre 25 i 44, un 18,9% de 45 a 60 i un 9,9% 65 anys o més.
L'edat mediana era de 29 anys. Per cada 100 dones de 18 o més anys hi havia 74,6 homes.
La renda mediana per habitatge era de 18.878 $ i la renda mediana per família de 19.393 $. Els homes tenien una renda mediana de 21.181 $ mentre que les dones 18.816 $. La renda per capita de la població era de 9.070 $. Entorn del 41,3% de les famílies i el 41,6% de la població estaven per davall del llindar de pobresa.

## Poblacions properes
El següent diagrama mostra les poblacions més properes.